# 手稲山口バッタ塚

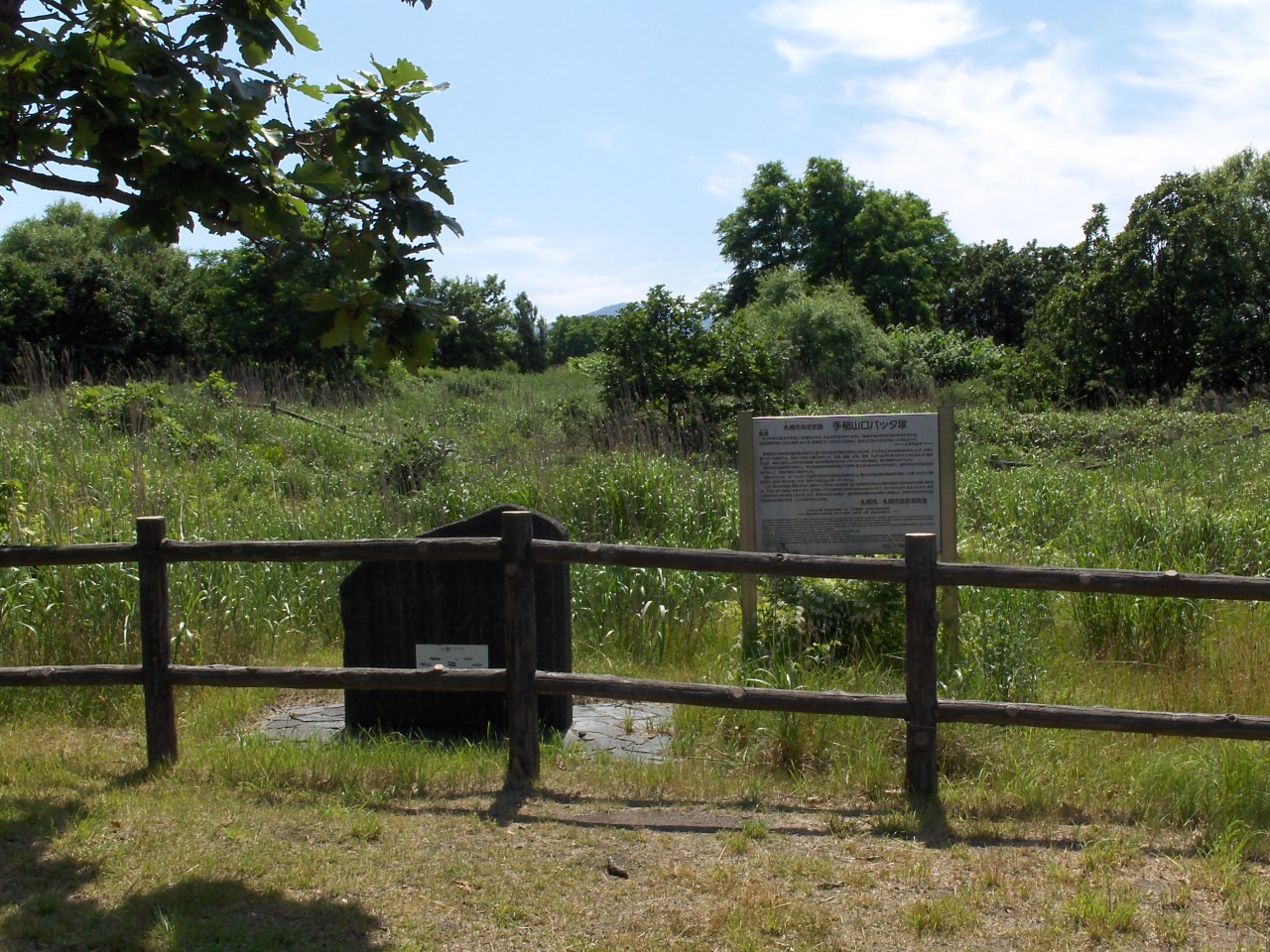
手稲山口バッタ塚

手稲山口バッタ塚（ていねやまぐちバッタづか）は、北海道札幌市手稲区手稲山口にある塚である。札幌市指定史跡であり、山口緑地内に所在。

## 概要
北海道開拓使時代に、十勝地方でバッタが大発生し、各地で蝗害をもたらしていた。バッタは札幌にも飛来し、その後毎年のように大発生し農作物は食べ尽されていった。人々はバッタを減らすために、幼虫を追い込んで穴に埋めたり、鋤でつぶしたり、野焼きをするなどした。雨が降れば卵が溺れ死ぬという事で、雨乞いのために大砲まで撃ったとも言われている。その後、明治政府は被災者の救済も兼ねて市中から卵を買い集め、砂地だったこの地に埋めて、バッタを減らそうとした。蝗害の根絶を願ってそこに建てられたものがバッタ塚である。
バッタの死骸や卵塊を集めて埋めたとされる場所は、畝のように盛り上がった草地になっており、木の柵で囲われ、石碑と説明看板が設けられている。
バッタ塚は十勝地方などにも多く見られ、札幌市内にもいくつか存在したが、同市内において現存するものは手稲山口バッタ塚のみである。札幌市が指定する唯一の史跡となっている。

## 沿革
- 1880年（明治13年） - 1885年（明治18年）：バッタが十勝を中心として北海道を広く襲い、開拓当初の北海道の農業に大打撃を与える[1]。
- 1883年（明治16年）：明治政府によって手稲山口バッタ塚が造られる。
- 1978年（昭和53年）8月21日：札幌市が文化財（札幌市指定史跡第1号）に指定[1]。

## その他
- 現在、塚を含む付近の開発が行われており、将来は山口緑地として手稲区の新しい観光地として利用される予定である。

## 所在地
- 北海道札幌市手稲区手稲山口324-308

## アクセス

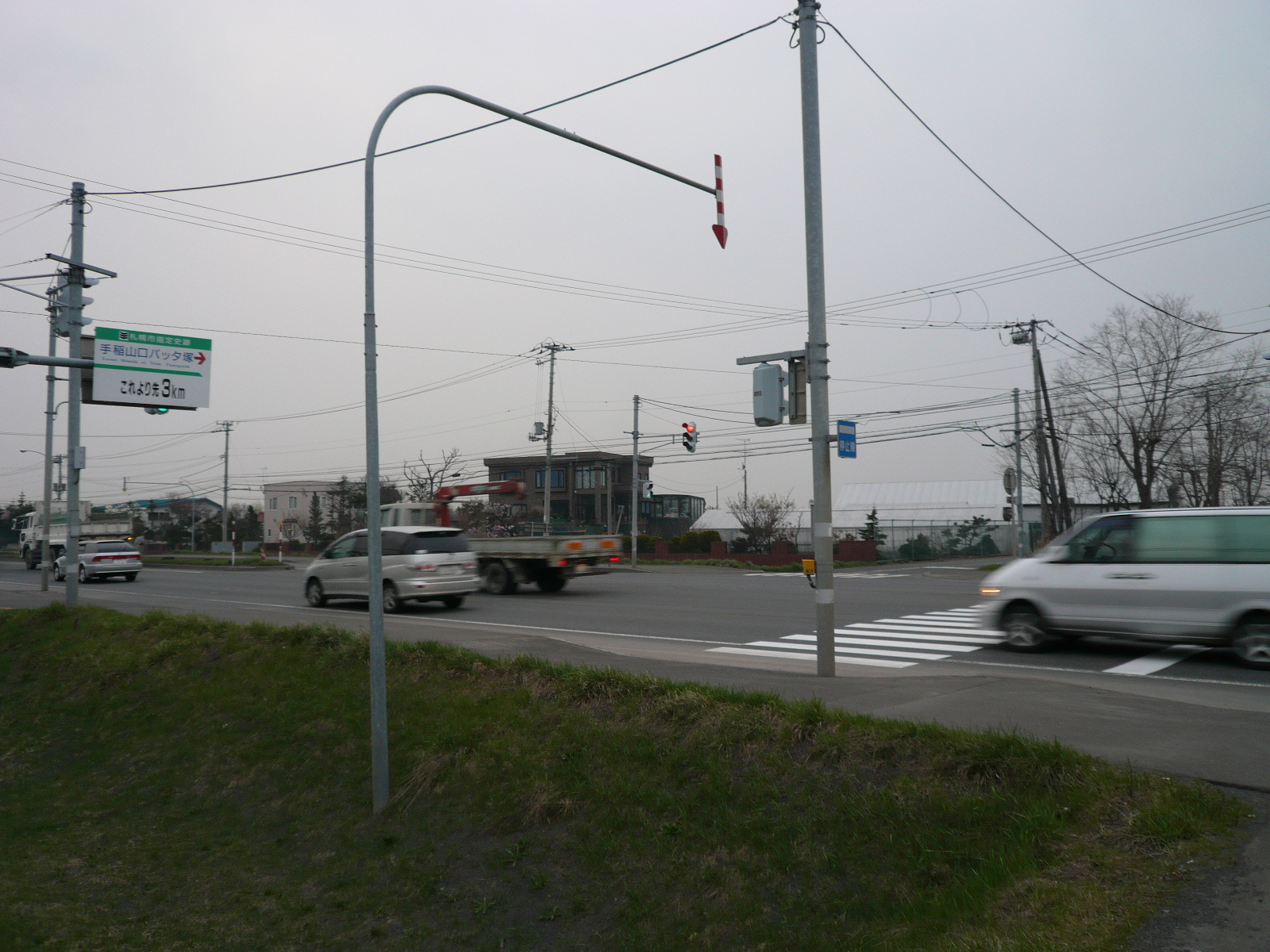
国道337号にある案内標識

- ジェイ・アール北海道バス「山口停留所」から徒歩30分。
- 札樽自動車道銭函インターチェンジから10分。
- 札樽自動車道手稲インターチェンジから20分。
- 駐車場有（無料）